# Йохан (Ханау)
Вижте пояснителната страница за други личности с името Йохан.
Йохан фон Ханау (на немски: Johann von Hanau; * ок. 1377; † 4 март 1411, Франкфурт на Майн) е съ-господар на господство Ханау от 1404 до 1411 г. заедно с брат му Райнхард II.

## Произход и управление
Той е син на Улрих IV фон Ханау († 1380) и графиня Елизабет фон Вертхайм.
По династични причини Йохан остава неженен. Най-големият му брат Улрих V наследява баща им през 1380 г. Улрих V няма синове. Братята му Райнхард II и Йохан задължават на 26 ноември 1404 г. Улрих V да се откаже от трона. След това братята Райнхард II и Йохан управляват заедно до смъртта на Йохан.